# Parnassia cooperi
Parnassia cooperi là một loài thực vật có hoa trong họ Dây gối. Loài này được W.E. Evans mô tả khoa học đầu tiên năm 1921.